# 메시아 콤플렉스
메시아 콤플렉스 또는 그리스도 콤플렉스, 구세주 콤플렉스는 개인이 구세주가 될 운명이라는 신념을 안은 마음 상태를 나타내는 말이다.
메시아 콤플렉스라는 말은 정신 장애의 진단과 통계 설명서에는 기록되지 않지만, 이 장애의 증상은 자대형 망상이나 과대 망상에 괴로워하는 개인에게 보여지는 것과 현저하게 유사하다. 이런 종류의 망상적 신념은 조울증이나 조현병을 고민하는 환자에게 가장 많이 보고된다. 이 장애에 대해서는 거의 알려지지 않고, 진단에 충분한 의의가 없기는 하지만, 인구의 10% 정도가 몇 개의 형태로 유사한 신념을 가지고 있다고 생각된다. 예로서 짐 존스, 데이비드 코레시, 임란 칸 등을 들 수 있다.

## 개론
메시아는 일반적으로는 구세주이다. 이 심리가 형성되는 건 자신은 불행하단 감정을 억압하고 있었기에, 그 반동으로 자신은 행복하다는 강박적인 믿음이 발생한다. 더욱 이 상황이 깊어지면, 사람을 돕는 일로 자신은 행복하다 믿으려 한다.
왜 이러한 논리가 되는가 하면, 행복한 사람은 불행한 사람을 돕는 것이 당연하다는 믿음을 스스로에 부과하여 "나는 행복하다, 왜냐하면 사람을 돕는 입장에 있기 때문"이라는 이론을 구축할 수 있기 때문이다. 본래는 사람을 돕기 전에 우선 스스로가 충족돼야 하지만, 이 생각은 원인과 결과를 역전시키고 있다.
그런 동기에 의한 행동은 자기만족이며, 상대에게 반드시 좋은 인상을 주지는 않는다. 또 상대가 그 도움에 대해 이것저것 말하면 불쾌해지기도 한다. 또한 그 결과가 뜻대로 되지 않는 경우, 비정상으로 그에 구애되거나 반대로 쉽게 단념해 버리는 일도 특징적이다.

## 같이 보기
- 신 콤플렉스
- 예루살렘 증후군
- 자기애
- 자대광
- 자대형 망상
- 피해망상
- 예수의 정신건강